# 塞德龙
塞德龙（法語：Séderon，法語發音：[sedʁɔ̃]）是法国德龙省的一个市镇，位于该省东南部，属于尼永斯区。

## 地理
塞德龙（44°12'16"N, 5°32'14"E）面积20.3 平方千米，位于法国奥弗涅-罗讷-阿尔卑斯大区德龙省，该省份为法国东南部内陆省份，北起顺时针与伊泽尔省、上阿尔卑斯省、上普罗旺斯阿尔卑斯省、沃克吕兹省和阿尔代什省接壤。
与塞德龙接壤的市镇（或旧市镇、城区）包括：莱索梅尔格、巴雷德利乌尔、埃加莱、梅乌日河畔韦尔斯、勒沙托自由城。

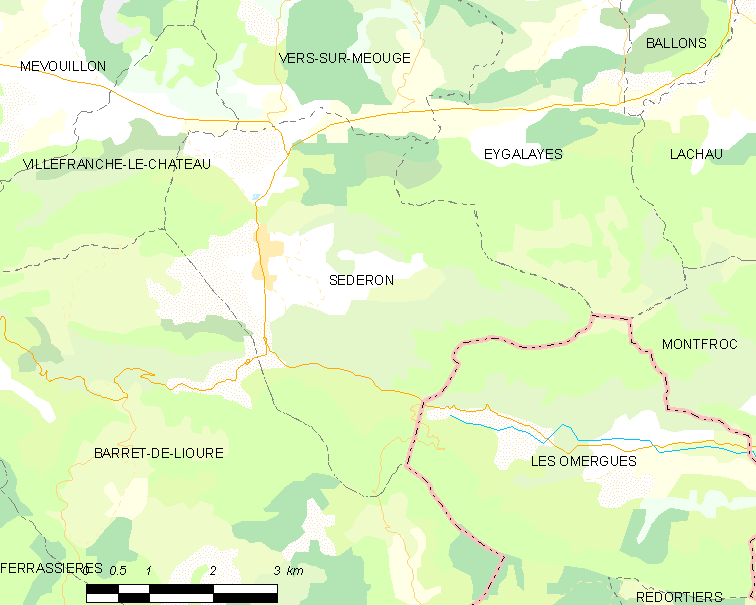
塞德龙的OSM定位图

塞德龙的时区为UTC+01:00、UTC+02:00（夏令时）。

## 行政
塞德龙的邮政编码为26560，INSEE市镇编码为26340。

## 政治
塞德龙所属的省级选区为尼永斯-巴罗尼县。

## 人口

1962-2008年间塞德龙人口变化图示

塞德龙于2022年1月1日时的人口数量为236人。